# Мягков, Александр Васильевич
Александр Васильевич Мягко́в (1923—2002) — советский художник-постановщик

.

## Биография
А. В. Мягков родился 12 июля 1923 года в Москве. Участник Великой Отечественной войны. В 1953 году окончил художественный факультет ВГИКа (ученик Ф. С. Богородского, Ю. И. Пименова, Г. М. Шегаля). А. В. Мягков умер 1 марта 2002 года. Похоронен в Москве на Ваганьковском кладбище.

## Фильмография
- 1956 — Песня табунщика
- 1958 — Жених с того света
- 1959 — Лавина с гор
- 1960 — Испытательный срок
- 1961 — Алёнка
- 1962 — Большая дорога
- 1963 — Я шагаю по Москве
- 1965 — На завтрашней улице
- 1966 — Человек, которого я люблю
- 1968—1971 — Освобождение
- 1972 — На Севере, на Юге, на Востоке, на Западе
- 1974 — Выбор цели
- 1977 — Солдаты свободы
- 1979 — Баллада о спорте
- 1980 — Белый снег России
- 1981 — О спорт, ты — мир!
- 1981 — Восьмое чудо света
- 1985 — Одиночное плавание

## Награды и премии
- Ленинская премия (1972) — за оформление киноэпопеи «Освобождение»
- народный художник РСФСР (1980)